# Коэффициент теплового расширения
Коэффицие́нт теплово́го расшире́ния — физическая величина, характеризующая относительное изменение объёма или линейных размеров тела с увеличением температуры на 1 К при постоянном давлении.
Коэффициент теплового расширения имеет размерность обратной температуры. Различают коэффициенты объёмного теплового и линейного теплового расширений. Коэффициент теплового расширения может быть непостоянным при разных температурах.

## Коэффициент объёмного теплового расширения
{\displaystyle \beta ={\frac {1}{V}}\left({\frac {\partial V}{\partial T}}\right)_{p}}, К −1 (°C−1) — физическая величина, которая описывает относительное изменение объёма тела, происходящее в результате изменения его температуры на 1 К при постоянном давлении. Коэффициент объемного теплового расширения связан с изменением всех трех измерений (длины, ширины и высоты) вещества вместе.
Коэффициент объемного теплового расширения (β) можно выразить через коэффициент линейного теплового расширения (α): β = 3α,
Коэффициент объемного теплового расширения зависит от структуры и химических свойств вещества.

## Коэффициент линейного теплового расширения

Тепловое расширение твёрдого тела. При изменении температуры на длина тела изменяется на

{\displaystyle \alpha _{L}={\frac {1}{L}}\left({\frac {\partial L}{\partial T}}\right)\approx {\Delta L \over {L_{0}\Delta T}}} , К −1 (°C−1) — относительное изменение линейных размеров тела, происходящее в результате изменения его температуры на 1 К при постоянном давлении.
В общем случае, коэффициент линейного теплового расширения может быть различен при измерении вдоль разных направлений. Например, у анизотропных кристаллов, древесины коэффициенты линейного расширения по трём взаимно перпендикулярным осям: {\displaystyle \alpha _{x};\alpha _{y};\alpha _{z}}. Для изотропных тел коэффициенты теплового расширения по всем осям равны:
{\displaystyle \alpha _{x}=\alpha _{y}=\alpha _{z}.}
Для изотропных тел коэффициент объёмного расширения равен утроенному коэффициенту линейного расширения, то есть {\displaystyle \alpha _{V}=3\alpha _{L},} так как:
{\displaystyle V+\Delta V=\left(L_{0}+\Delta L\right)^{3}=L_{0}^{3}+3L_{0}^{2}\Delta L+3L_{0}\Delta L^{2}+\Delta L^{3}\approx L_{0}^{3}+3L_{0}^{2}\Delta L=V+3V{\frac {\Delta L}{L_{0}}},}
членами второго и третьего порядка малости можно пренебречь.

## Коэффициенты теплового расширения для некоторых веществ

### Для воды
Вода, в зависимости от температуры, имеет различный коэффициент объёмного расширения:
- отрицательный при температуре 0—4 °C
- 0,53⋅10−4 К−1 (при температуре 5—10 °C);
- 1,50⋅10−4 К−1 (при температуре 10—20 °C);
- 3,02⋅10−4 К−1 (при температуре 20—40 °C);
- 4,58⋅10−4 К−1 (при температуре 40—60 °C);
- 5,87⋅10−4 К−1 (при температуре 60—80 °C).

### Для ртути
Коэффициент объёмного расширения ртути слабо зависит от температуры:
- 1,77⋅10−4 К−1 (при температуре −23 °C);
- 1,81⋅10−4 К−1 (при температуре 27 °C);
- 1,82⋅10−4 К−1 (при температуре 87 °C);
- 1,82⋅10−4 К−1 (при температуре 137 °C).

### Для железа и конструкционных сталей
Для железа коэффициент линейного расширения равен 11,3×10−6 K−1.
Таблица значений коэффициента линейного расширения α, 10−6K−1
| Марка стали | 20—100 °C | 20—200 °C | 20—300 °C | 20—400 °C | 20—500 °C | 20—600 °C | 20—700 °C | 20—800 °C | 20—900 °C | 20—1000 °C |
| ----------- | --------- | --------- | --------- | --------- | --------- | --------- | --------- | --------- | --------- | ---------- |
| 08кп        | 12,5      | 13,4      | 14,0      | 14,5      | 14,9      | 15,1      | 15,3      | 14,7      | 12,7      | 13,8       |
| 08          | 12,5      | 13,4      | 14,0      | 14,5      | 14,9      | 15,1      | 15,3      | 14,7      | 12,7      | 13,8       |
| 10кп        | 12,4      | 13,2      | 13,9      | 14,5      | 14,9      | 15,1      | 15,3      | 14,7      | 14,8      | 12,6       |
| 10          | 11,6      | 12,6      | -         | 13,0      | -         | 14,6      | -         | -         | -         | -          |
| 15кп        | 12,4      | 13,2      | 13,9      | 14,5      | 14,8      | 15,1      | 15,3      | 14,1      | 13,2      | 13,3       |
| 15          | 12,4      | 13,2      | 13,9      | 14,4      | 14,8      | 15,1      | 15,3      | 14,1      | 13,2      | 13,3       |
| 20кп        | 12,3      | 13,1      | 13,8      | 14,3      | 14,8      | 15,1      | 20        | -         | -         | -          |
| 20          | 11,1      | 12,1      | 12,7      | 13,4      | 13,9      | 14,5      | 14,8      | -         | -         | -          |
| 25          | 12,2      | 13,0      | 13,7      | 14,4      | 14,7      | 15,0      | 15,2      | 12,7      | 12,4      | 13,4       |
| 30          | 12,1      | 12,9      | 13,6      | 14,2      | 14,7      | 15,0      | 15,2      | -         | -         | -          |
| 35          | 11,1      | 11,9      | 13,0      | 13,4      | 14,0      | 14,4      | 15,0      | -         | -         | -          |
| 40          | 12,4      | 12,6      | 14,5      | 13,3      | 13,9      | 14,6      | 15,3      | -         | -         | -          |
| 45          | 11,9      | 12,7      | 13,4      | 13,7      | 14,3      | 14,9      | 15,2      | -         | -         | -          |
| 50          | 11,2      | 12,0      | 12,9      | 13,3      | 13,7      | 13,9      | 14,5      | 13,4      | -         | -          |
| 55          | 11,0      | 11,8      | 12,6      | 13,4      | 14,0      | 14,5      | 14,8      | 12,5      | 13,5      | 14,4       |
| 60          | 11,1      | 11,9      | -         | 13,5      | 14,6      | -         | -         | -         | -         | -          |
| 15К         | -         | 12,0      | 12,8      | 13,6      | 13,8      | 14,0      | -         | -         | -         | -          |
| 20К         | -         | 12,0      | 12,8      | 13,6      | 13,8      | 14,2      | -         | -         | -         | -          |
| 22          | 12,6      | 12,9      | 13,3      | 13,9      | -         | -         | -         | -         | -         | -          |
| А12         | 11,9      | 12,5      | -         | 13,6      | 14,2      | -         | -         | -         | -         | -          |
| 16ГС        | 11,1      | 12,1      | 12,9      | 13,5      | 13,9      | 14,1      | -         | -         | -         | -          |
| 20Х         | 11,3      | 11,6      | 12,5      | 13,2      | 13,7      | -         | -         | -         | -         | -          |
| 30Х         | 12,4      | 13,0      | 13,4      | 13,8      | 14,2      | 14,6      | 14,8      | 12,0      | 12,8      | 13,8       |
| 35Х         | 11,3      | 12,0      | 12,9      | 13,7      | 14,2      | 14,6      | -         | -         | -         | -          |
| 38ХА        | 11,0      | 12,0      | 12,2      | 12,9      | 13,5      | -         | -         | -         | -         | -          |
| 40Х         | 11,8      | 12,2      | 13,2      | 13,7      | 14,1      | 14,6      | 14,8      | 12,0      | -         | -          |
| 45Х         | 12,8      | 13,0      | 13,7      | -         | -         | -         | -         | -         | -         | -          |
| 50Х         | 12,8      | 13,0      | 13,7      | -         | -         | -         | -         | -         | -         | -          |

## Отрицательный коэффициент теплового расширения
Некоторые материалы при повышении температуры не расширяются, а наоборот, сжимаются, то есть имеют отрицательный коэффициент теплового расширения. Для некоторых веществ это свойство проявляется на довольно узком температурном интервале, как, например, у воды на интервале температур от 0 до +3,984 °С, для других веществ и материалов, например фторид скандия(III), вольфрамат циркония (ZrW2O8), некоторых углепластиков интервал весьма широк. Подобное поведение демонстрирует также обычная резина. При сверхнизких температурах аналогичным образом ведут себя кварц, кремний и ряд других материалов. 
Существуют инварные сплавы (ферро-никелевые), имеющие в некотором диапазоне температур коэффициент теплового расширения, близкий к нулю.
Есть и другие материалы с отрицательными коэффициентами теплового расширения, но они довольно редки и специфичны по своим свойствам. 
В большинстве случаев материалы имеют положительные коэффициенты теплового расширения и расширяются при нагреве.

## Измерение коэффициента теплового расширения
Приборы для измерения коэффициента теплового расширения жидкостей, газов и твёрдых тел называют дилатометрами.
Метод интерферометрии позволяет наблюдать изменение длины образца с высокой точностью, измеряя изменение интерференции света, проходящего через образец.